# Geobiastes
Geobiastes is een geslacht van vogels uit de familie grondscharrelaars (Brachypteraciidae). Er is één soort:
- Geobiastes squamiger – Geschubde grondscharrelaar